# Perissolestes paprzyckii
Perissolestes paprzyckii – gatunek ważki z rodziny Perilestidae. Występuje na terenie Ameryki Południowej.